# Bosquerola emmascarada de capell olivaci
La bosquerola emmascarada de capell olivaci (Geothlypis semiflava) és un ocell de la família dels parúlids (Parulidae).

## Hàbitat i distribució
Viu en zones d'herba alta, bosquets de bambú, arbusts i boscos, normalment prop de l'aigua, a Amèrica Central i del Sud, des d'Hondures fins l'Equador.

## Taxonomia
Algunes classificacions consideren que la població mesoamericana és en realitat una espècie de ple dret:
- Geothlypis bairdi - bosquerola emmascarada de Baird.[3]